# Хиггинс, Джек
Джек Хиггинс (англ. Jack Higgins; 27 июля 1929[…], Ньюкасл-апон-Тайн, Нортамберленд — 9 апреля 2022[…], Джерси) — псевдоним британского романиста Гарри Паттерсона. Один из наиболее продаваемых авторов триллеров и шпионских романов. Его прорывом стал роман «Орёл приземлился» (1975), было продано свыше 50 млн экземпляров, был снят одноимённый фильм. Также следует отметить его романы «Отходная молитва» (A Prayer for the Dying) (1987), «Орёл улетел» (The Eagle Has Flown) (1991), Thunder Point (1993), Angel of Death (1995), Flight of Eagles (1998), и Day of Reckoning (2000). Его 84 романа были переведены на 55 языков, было продано свыше 150 млн экземпляров.

## Биография
Генри Паттерсон родился 27 июля 1929 в г. Нью́касл-апо́н-Тайн, Англия. Вскоре после его рождения отец оставил семью. Мать-ирландка вернулась вместе с ребёнком в свой родной Белфаст, Северная Ирландия к своей матери и деду на Шанкиль-роуд. Паттерсон вырос в Белфасте в атмосфере политического и религиозного насилия. Он научился читать в три года, когда прикованный к постели дед попросил его прочитать ему Christian Herald. Ночами он вылезал в окно и читал под светом уличных фонарей.

«Я прочитал „Оливера Твиста“ в возрасте шести лет. Не потому что это была классическая литература, но потому что эту книгу я смог достать. Похоже, я так ничего и не понял из этой книги, годами я произносил слово rogue как rogger, но это меня не волновало, я просто любил читать.»
Оригинальный текст (англ.)«I read Oliver Twist when I was six. Not because it was a classic, but because it was a book that was available. I probably didn’t understand everything in it—for years I used to pronounce the word rogue as rogger—but I didn’t care. I just loved reading.»

— 
После того как мать снова вышла замуж, семья переехала в г. Лидс, где Паттерсон ходил в местную среднюю школу Рудхи (Roundhay). Он оказался равнодушным учеником и окончил школу с несколькими формальными отметками. В начале 1950 он вступил в ряды армии и прослужил два года, сперва в Восточном Йоркширском полку, а затем как унтер-офицер в полку дворцовой кавалерии «Королевские и Синие» на границе с ГДР. В ходе службы он проявил себя как отличный стрелок и разведчик.
После армии он вернулся в Лондон, где изучал социологию в Лондонской школе социологии и политических наук. Ночами он подрабатывал водителем и рабочим. Школу он выбрал за её «историю нонконформизма». После трёх лет учёбы он получил степень третьего класса по социологии. Получив квалификацию учителя, он работал преподавателем социальной психологии и криминологии в Allerton Grange Secondary School Leeds. Затем он преподавал гуманитарные исследования в городском университете Лидса, затем культуру в колледже Джеймса Грэхема, который в 1976 вошёл в состав городского университета Лидса.

## Писательская карьера
В 1959 Паттерсон начал писать романы. Одним из его псевдонимов был Джеймс Грэхем. Растущий успех его ранних работ побудил его сократить время на преподавание и в итоге он оставил преподавательскую работу, полностью посвятив себя написанию романов.
Паттерсон писал свои ранние романы под собственным именем, а также под псевдонимами Джеймс Грэхем (James Graham), Мартин Фэллон (Martin Fallon) и Хью Марлоуи (Hugh Marlowe). Его раннее творчество это триллеры, в которых обычно есть закалённые, циничные герои, бездушные негодяи и опасные места действия. Между 1959 и 1974 Паттерсон опубликовал тридцать пять похожих романов (обычно по 3-4 в год), оттачивая своё умение. Среди его ранних работ выделяются East of Desolation (1968), A Game for Heroes (1970) и The Savage Day (1972) за нестандартные сюжеты и живо описанные места действия.
В конце 1960-х Паттерсон начал использовать псевдоним Хиггинс. В начале 1970-х некоторые из его романов стали бестселлерами. В 1975 опубликовал свой шестой роман «Орёл приземлился», который сделал его известным. Эта работа представляет собой заметный шаг в его творчестве. Сюжет (попытка похищения Черчилля группой германских коммандос, отправленных в Англию) напоминает сюжет британского фильма военных лет Went the Day Well? режиссёра Андре Кавальканти по мотивам рассказа Грэма Грина 1942 года «The Lieutenant Died Last». Главным персонажем романа является ирландский стрелок, поэт и философ Лайам Девлин. Паттерсон дополнил роман «Орёл приземлился» серией триллеров, героем некоторых из них снова стал Девлин.
Третья волна творчества Паттерсона началась в 1992 с публикацией романа «Эпицентр бури» (Eye of the Storm) о вымышленной попытке покушения на премьер-министра Джона Мейджора, совершённой молодым безжалостным ирландским боевиком Шоном Диллоном, нанятым иракским миллионером. Диллон стал центральным персонажем следующей серии романов и, по-видимому, оказался синтезом предыдущих героев Паттерсона: Шаваса за способности к языкам, Ника Миллера за владение боевыми искусствами и умением играть джаз, ирландских корней Симона Вогана, лёгкости владения огнестрельным оружием, цинизма происходящего от понимания, что торжество справедливости не происходит благодаря цивилизованной правовой системе.

## Личная жизнь
Паттерсон встретил свою будущую жену Эми Хевет когда они оба учились в Лондонской школе социологии и политических наук. Они поженились в 1958, вскоре после получения его аванса в 210 долларов за первый роман «самый большой свадебный подарок, который мы получили». У них есть четверо детей: Сара (род. 1960), Руфь (род. 1962), Шон (род. 1965) и Ханна (род. 1974). Сара также работает писателем, написала роман The Distant Summer (1976). Паттерсон проживал на о. Джерси в проливе Ла-Манш со своей второй женой Денизой.

## Фильмография
| Год  | Название            | Псевдоним       | Режиссёр              | В ролях           | Примечания                                   |
| ---- | ------------------- | --------------- | --------------------- | ----------------- | -------------------------------------------- |
| 1967 | The Violent Enemy   | Хью Марлоу      | Don Sharp             | Tom Bell          | по мотивам романа A Candle for the Dead      |
| 1972 | The Wrath of God    | Джеймс Грэхем   | Ralph Nelson          | Роберт Митчэм     |                                              |
| 1976 | Орёл приземлился    | Джек Хиггинс    | Джон Стёрджес         | Дональд Сазерленд |                                              |
| 1984 | To Catch a King     | Гарри Паттерсон | Clive Donner          | Роберт Вагнер     | телефильм                                    |
| 1987 | Отходная молитва    | Джек Хиггинс    | Mike Hodges           | Микки Рурк        |                                              |
| 1989 | Confessional        | Джек Хиггинс    |                       | Кит Кэррадайн     | телесериал, 4 серии                          |
| 1990 | Night of the Fox    | Джек Хиггинс    | Charles Jarrott       | Джордж Пеппард    | телефильм                                    |
| 1996 | On Dangerous Ground | Джек Хиггинс    | Lawrence Gordon Clark | Роб Лоу           | телефильм                                    |
| 1996 | Windsor Protocol    | Джек Хиггинс    | George Mihalka        | Кайл Маклахлен    | телефильм                                    |
| 1997 | Midnight Man        | Джек Хиггинс    | Lawrence Gordon Clark | Роб Лоу           | телефильм по мотивам романа Eye of the Storm |
| 1998 | Thunder Point       | Джек Хиггинс    | George Mihalka        | Кайл Маклахлен    | телефильм                                    |